# Оськина (приток Верхней Анмы)
Оськина (в верховье Кулегениха) — река в Томской области России. Устье реки находится в 59 км от устья по левому берегу реки Верхняя Анма. Длина реки составляет 33 км.
Вытекает из озера Монатка на высоте 63,5 м над уровнем моря. В верховье, до впадения Узконама, называется Кулегенихой. Высота устья — 62,4 м над уровнем моря.

## Бассейн
По порядку от устья:
- Богонос (пр)
- 23 км: Узконам (пр)
  - Линевка (пр)
- 26 км: Партомогай (пр)
- Монатка (пр)
  - 10 км: Чёрная (пр)
  - протока из озера Езаыс (лв)
    - протока из озера Пузуват

  - протока из озера Канатка (лв)
    - протока из озера Окколь
- озеро Монатка
  - старица Тугулинская
    - озеро Таезар

## Данные водного реестра
По данным государственного водного реестра России относится к Верхнеобскому бассейновому округу, водохозяйственный участок реки — Обь от Новосибирского гидроузла до впадения реки Чулым, без рек Иня и Томь, речной подбассейн реки — бассейны притоков (Верхней) Оби до впадения Томи. Речной бассейн реки — (Верхняя) Обь до впадения Иртыша.